# Programmaminister voor Jeugd en Gezin
De programmaminister voor Jeugd en Gezin was tussen 2007 en 2010 een nieuwe functie voor een programmaminister in het Nederlandse kabinet Balkenende IV.
De post werd in dat kabinet bekleed door viceminister-president André Rouvoet. De programmaminister maakte gebruik van de faciliteiten van het ministerie van Volksgezondheid, Welzijn en Sport (VWS). De programmaminister had een eigen portefeuille en begroting, ter waarde van circa zes miljard euro. De uitvoering van het programma vond plaats door medewerkers van de ministeries van VWS, Justitie en Sociale Zaken en Werkgelegenheid (SZW).
Met de komst van het kabinet-Rutte I in oktober 2010 was het programmaministerie opgeheven en werden de onderwerpen bij VWS en andere ministeries ondergebracht. Tot hilariteit van de overige politieke partijen pleitte Enneüs Heerma namens het CDA tijdens de Algemene beschouwingen van 1994 voor de aanstelling van een minister van Gezinszaken. Twaalf jaar later zou zijn wens echter alsnog politiek vervuld worden, met de aanstelling van een minister voor Jeugd en Gezin.